# Marcelle Legrand-Falco
Marcelle Legrand-Falco, née Amélie Louise Marcelle Falco le 17 septembre 1880 dans le 9e arrondissement de Paris et morte le 8 mars 1985 à Montgeron, est une féministe et l'une des figures françaises du mouvement abolitionniste de la prostitution en France.

## Biographie

### Jeunesse et famille
Marcelle Falco naît en 1880 à Paris, fille d'Alphonse Camille Théophile Falco, négociant, et de Sarah Jane Aldrophe, son épouse. Après un premier mariage en 1900 soldé par un divorce onze ans plus tard, elle se remarie en 1915 avec Émile Edmond Legrand, général de division, alors commandant de la 18e région militaire, dont elle accole le patronyme au sien.

### Carrière
Marcelle Legrand-Falco s'engage pleinement au sein de différentes œuvres sociales. Elle participe activement à l’œuvre libératrice, institution d'accueil destinée à aider les mineurs de sortir de la prostitution. À partir de 1903, elle intègre le conseil d'administration de l’œuvre des libérées de Saint-Lazare, fondée en 1870 par Pauline Michel de Grandpré. Cette œuvre philanthropique, reconnue d'utilité publique en 1885, est créée afin d'apporter de l'aide aux prostituées qui sortent de prison. Marcelle Legrand-Falco participe en tant que déléguée et rapporteuse au Tribunal pour enfants et pour adolescents. Parallèlement à ses engagements dans les œuvres sociales, elle contribue, en tant que secrétaire aux travaux du  Conseil national des femmes françaises et comme membre du comité central à l'Union française pour le suffrage des femmes.
À la suite de la Seconde Guerre mondiale  elle continue son combat pour le droit des femmes et principalement contre la réglementation de la prostitution en France. Ainsi, elle rejoint une des nouvelles sections du Conseil national des femmes françaises, nommée Pour l'unité de la morale et pour la répression de la traite des femmes, promue en 1916. Marcelle Legrand-Falco est élue vice présidente puis présidente de cette section. Elle fait également partie de la section française de la Fédération abolitionniste internationale. Les années post Première Guerre mondiale se caractérisent par une ampleur grandissante du phénomène prostitutionnel tout comme la peur des maladies vénériennes. À cette époque, la réglementation concernant l'encadrement de la prostitution engendre un pouvoir d'interprétation très fort par les maires et la police des mœurs. La section Pour l'unité de la morale et pour la répression de la traite des femmes n'arrive pas à aboutir à l'abolition de la réglementation de la prostitution. La France refuse de signer les traités internationaux en faveur de l'abolition de la prostitution. Afin de donner un nouveau souffle à ce mouvement, Marcelle Legrand-Falco décide alors de fonder en 1926 l'Union temporaire contre la prostitution réglementée, qui existe jusqu'en 1945. De 1926 à 1934, elle est également présidente de l'Union fraternelle des femmes.
Marcelle Legrand-Falco œuvre également dans le domaine sanitaire et social. Elle fait partie de l'Association d’études sexologiques. Elle considère et souhaite par cette association, mettre en évidence le fait que la science de la reproduction humaine accélère l'émancipation des femmes.
Afin de prôner l'abolition de la prostitution en France, Marcelle Legrand-Falco donne plusieurs conférences entre 1928 à 1959, sous le titre de 27 ans de lutte contre l'esclavage des femmes, un combat contre la prostitution réglementée. Ces archives sont déposées au Musée social de Paris par sa nièce Denise Pouillon-Falco.
Marcelle Legrand-Falco meurt le 8 mars 1985 à Montgeron.

## Publications
- Les Rouages secrets du système de la prostitution réglementée, Paris, L'Union temporaire, 1936, 27 p.

- La Réglementation de la prostitution : Ses origines, la traite des femmes et la SDN, Paris, Union temporaire contre la prostitution réglementée et la traite des femmes, 1932

- Résumé des travaux de la Société des Nations sur la traite des femmes, Paris, Union temporaire, 1932